# Arménie aux Jeux olympiques
L'Arménie connaît une forte histoire olympique et participe, depuis son indépendance, à toutes les éditions d'hiver, d'été ainsi qu'aux Jeux paralympiques.
Le pays est surtout représenté aux Jeux olympiques d'été dans de nombreuses disciplines, notamment en lutte, haltérophilie, boxe et gymnastique, disciplines dans lesquelles le pays a toutes ses médailles dont deux titres olympiques en lutte.
L'Arménie participe aux Jeux olympiques depuis l'Antiquité et a, plus récemment, avant son indépendance, concouru avec l'empire ottoman, l'Union soviétique et l'équipe unifiée.

## Histoire

### Jeux olympiques dans l'Antiquité
Les Arméniens sont réputés aux Jeux olympiques pour leurs lutteurs, et ce, depuis la nuit des temps. En effet, le premier arménien médaillé olympique remonte en 281 ap. JC avec le roi d'Arménie Tiridate III qui remporta l'épreuve de lutte. Durant l'époque antique, Varazdat, un autre roi d'Arménie, remportant la victoire à l'épreuve du pugilat en 369 ap. JC,.

### Jeux olympiques moderne avant l'ère soviétique
Les Jeux olympiques modernes commencent en 1896 à Athènes, mais il faut attendre la 5e édition à Stockolm en 1912 pour voir apparaître les deux premiers arméniens aux Jeux olympiques modernes. Vahram Papazian (en) et Mguerditch Méguérian (en) ont en effet participté à l'édition de 1912, tous deux à différentes épreuves d'athlétisme avec l'empire ottoman, sans les avoir remportées. Le génocide arménien ayant suivi en 1915, l'Arménie est absente des prochaines éditions des jeux olympiques jusqu'à l'arrivée de l'Union soviétique.

### Jeux olympiques pendant l'URSS

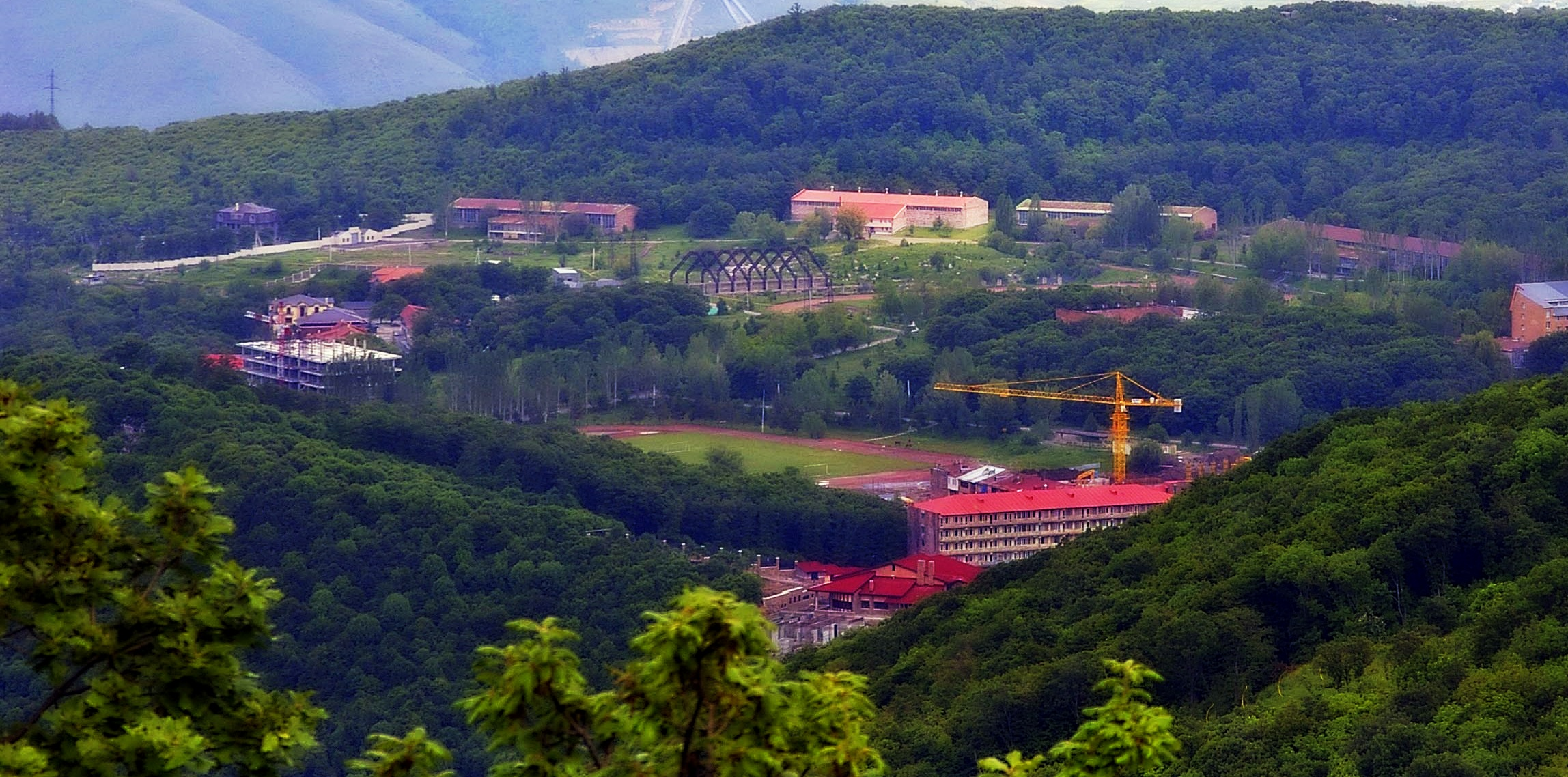
Complexe sportif olympique de Tsaghkadzor, ouvert en 1967 spécifiquement pour accueillir la préparation des athlètes soviétiques pour les Jeux olympiques d'été de 1968 à Mexico.

De 1952 à 1988, les Arméniens participaient aux Jeux olympiques en représentant l'URSS. En tant que membre de l'Union soviétique, l'Arménie a connu beaucoup de succès, remportant de nombreuses médailles et aidant l'URSS à gagner très régulièrement le classement des médailles. La première médaille remportée par un Arménien dans l'histoire olympique moderne fut celle de Hrant Shahinyan, qui remporta deux médailles d'or et deux d'argent en gymnastique (anneaux) aux Jeux olympiques d'été de 1952 à Helsinki. Pour souligner le niveau de réussite des Arméniens aux Jeux olympiques, Shahinyan aurait déclaré :

« Les sportifs arméniens devaient surpasser leurs adversaires de plusieurs crans pour avoir la chance d'être acceptés dans n'importe quelle équipe soviétique. Mais malgré ces difficultés, 90 pour cent des athlètes arméniens des équipes olympiques soviétiques sont revenus avec des médailles. »

L'Arménie a fourni plusieurs gymnastes plus remarquables à la puissante équipe de gymnastique soviétique, notamment les champions du monde et olympiques Albert Azaryan (triple champion olympique aux anneaux), Eduard Azaryan et Artur Akopyan.
Durant l'ère soviétique, on dénombre une dizaine de champions olympiques arméniens dont Hrant Shahinyan (gymnastique en 1952 et 1960), Albert Azaryan (gymnastique en 1956 et 1960), Edouard Azaryan  (gymnastique en 1980), Nikita Simonyan (football en 1956), Youri Vardanyan (haltérophilie en 1980), etc...

### Jeux olympiques après l'indépendance de l'Arménie
Après son indépendance, l'Arménie a participé pour la première fois aux Jeux olympiques d'hiver de 1992 à Albertville au sein de l'équipe unifiée sans connaître un succès notoire. Elle y participe une seconde fois avec l'équipe unifiée aux Jeux olympiques d'été de 1992 à Barcelone, où elle connaît, cette fois, du succès. Bien que n'ayant peu d'athlètes, les Arméniens ont remporté quatre médailles. Hrachya Petikyan a remporté l'or au tir sportif, Israel Militosyan (en) a remporté l'or en haltérophilie, Mnatsakan Iskandaryan (en)  a remporté l'or en lutte et Alfred Ter-Mkrtychyan (en) a remporté l'argent en lutte. L'équipe unifiée a par ailleurs fini première du classement des médailles de cette édition de 1992.
Depuis les Jeux olympiques d'hiver de 1994 à Lillehammer, l'Arménie a participé à toutes les éditions des Jeux olympiques en tant que nation indépendante jusqu'à Paris 2024. L'Arménie participe aux Jeux olympiques d'été en boxe, escrime, lutte, haltérophilie, judo, gymnastique, athlétisme, plongeon, natation et tir sportif.
Le premier titre olympique d'un athlète sous les couleurs de l'Arménie aux Jeux olympiques modernes intervient durant l'édition de 1996 à Altlanta avec Armen Nazaryan, médaillé d'or en lutte. Artur Aleksanyan fut le deuxième arménien à recevoir un titre olympique sous les couleurs de l'Arménie en lutte lors des Jeux olympiques de 2016 à Rio de Janeiro,. Ce sont, pour le moment, jusqu'à l'édition de Paris en 2024, les deux seuls titres olympiques de l'Arménie sous son propre drapeau.
Nous pouvons noter que les titres olympiques de l'Arménie ne concernent uniquement les Jeux olympiques d'été. Cependant, l'Arménie a participé à tous les Jeux olympiques d'hiver en ski alpin, en ski de fond et en patinage artistique depuis l'édition de 1994 avec une délégation comprenant moins d'une dizaine d'athlètes n'ayant, jusqu'en 2022 à Pékin, remporté aucune médaille.
L'Arménie participe également régulièrement aux Jeux paralympiques. L'histoire de l'Arménie aux Jeux paralympique ne comprend aucune médaille.

## Tableau des médailles

### Par année
| Année               | Athlètes                           | Médaille d'or, Jeux olympiques     | Médaille d'argent, Jeux olympiques | Médaille de bronze, Jeux olympiques | Total                              | Rang                               |                                    |
| 1952–1988           | faisant partie de l'URSS           | faisant partie de l'URSS           | faisant partie de l'URSS           | faisant partie de l'URSS            | faisant partie de l'URSS           | faisant partie de l'URSS           |                                    |
| Barcelone 1992      | faisant partie de l'équipe unifiée | faisant partie de l'équipe unifiée | faisant partie de l'équipe unifiée | faisant partie de l'équipe unifiée  | faisant partie de l'équipe unifiée | faisant partie de l'équipe unifiée | faisant partie de l'équipe unifiée |
| Atlanta 1996        | 32                                 | 1                                  | 1                                  | 0                                   | 2                                  | 45e                                |                                    |
| Sydney 2000         | 25                                 | 0                                  | 0                                  | 1                                   | 1                                  | 71e                                |                                    |
| Athènes 2004        | 18                                 | 0                                  | 0                                  | 0                                   | 0                                  | n.c                                |                                    |
| Pékin 2008          | 25                                 | 0                                  | 1                                  | 4                                   | 5                                  | 62e                                |                                    |
| Londres 2012        | 25                                 | 0                                  | 1                                  | 1                                   | 2                                  | 65e                                |                                    |
| Rio de Janeiro 2016 | 33                                 | 1                                  | 3                                  | 0                                   | 4                                  | 42e                                |                                    |
| Tokyo 2020          | 17                                 | 0                                  | 2                                  | 2                                   | 4                                  | 69e                                |                                    |
| Paris 2024          | 15                                 | 0                                  | 3                                  | 1                                   | 4                                  | 66e                                |                                    |
| Total               | Total                              | 2                                  | 11                                 | 9                                   | 22                                 |                                    |                                    |

| Année               | Athlètes                           | Médaille d'or, Jeux olympiques     | Médaille d'argent, Jeux olympiques | Médaille de bronze, Jeux olympiques | Total                              | Rang                               |                                    |
| 1952–1988           | faisant partie de l'URSS           | faisant partie de l'URSS           | faisant partie de l'URSS           | faisant partie de l'URSS            | faisant partie de l'URSS           | faisant partie de l'URSS           |                                    |
| Albertville 1992    | faisant partie de l'équipe unifiée | faisant partie de l'équipe unifiée | faisant partie de l'équipe unifiée | faisant partie de l'équipe unifiée  | faisant partie de l'équipe unifiée | faisant partie de l'équipe unifiée | faisant partie de l'équipe unifiée |
| Lillehammer 1994    | 2                                  | 0                                  | 0                                  | 0                                   | 0                                  | n.c                                |                                    |
| Nagano 1998         | 7                                  | 0                                  | 0                                  | 0                                   | 0                                  | n.c                                |                                    |
| Salt Lake City 2002 | 7                                  | 0                                  | 0                                  | 0                                   | 0                                  | n.c                                |                                    |
| Turin 2006          | 5                                  | 0                                  | 0                                  | 0                                   | 0                                  | n.c                                |                                    |
| Vancouver 2010      | 4                                  | 0                                  | 0                                  | 0                                   | 0                                  | n.c                                |                                    |
| Sotchi 2014         | 4                                  | 0                                  | 0                                  | 0                                   | 0                                  | n.c                                |                                    |
| Pyeongchang 2018    | 3                                  | 0                                  | 0                                  | 0                                   | 0                                  | n.c                                |                                    |
| Pékin 2022          | 6                                  | 0                                  | 0                                  | 0                                   | 0                                  | n.c                                |                                    |
| Total               | Total                              | 0                                  | 0                                  | 0                                   | 0                                  |                                    |                                    |

### Par sport
| Place | Sport         | Médaille d'or, Jeux olympiques | Médaille d'argent, Jeux olympiques | Médaille de bronze, Jeux olympiques | Total |
| 1     | Lutte         | 2                              | 5                                  | 4                                   | 11    |
| 2     | Haltérophilie | 0                              | 5                                  | 2                                   | 7     |
| 3     | Gymnastique   | 0                              | 1                                  | 1                                   | 2     |
| 4     | Boxe          | 0                              | 0                                  | 2                                   | 2     |
| Total | Total         | 2                              | 11                                 | 9                                   | 22    |